# Transport kolejowy na Sri Lance

Mapa lankijskiej sieci kolejowej

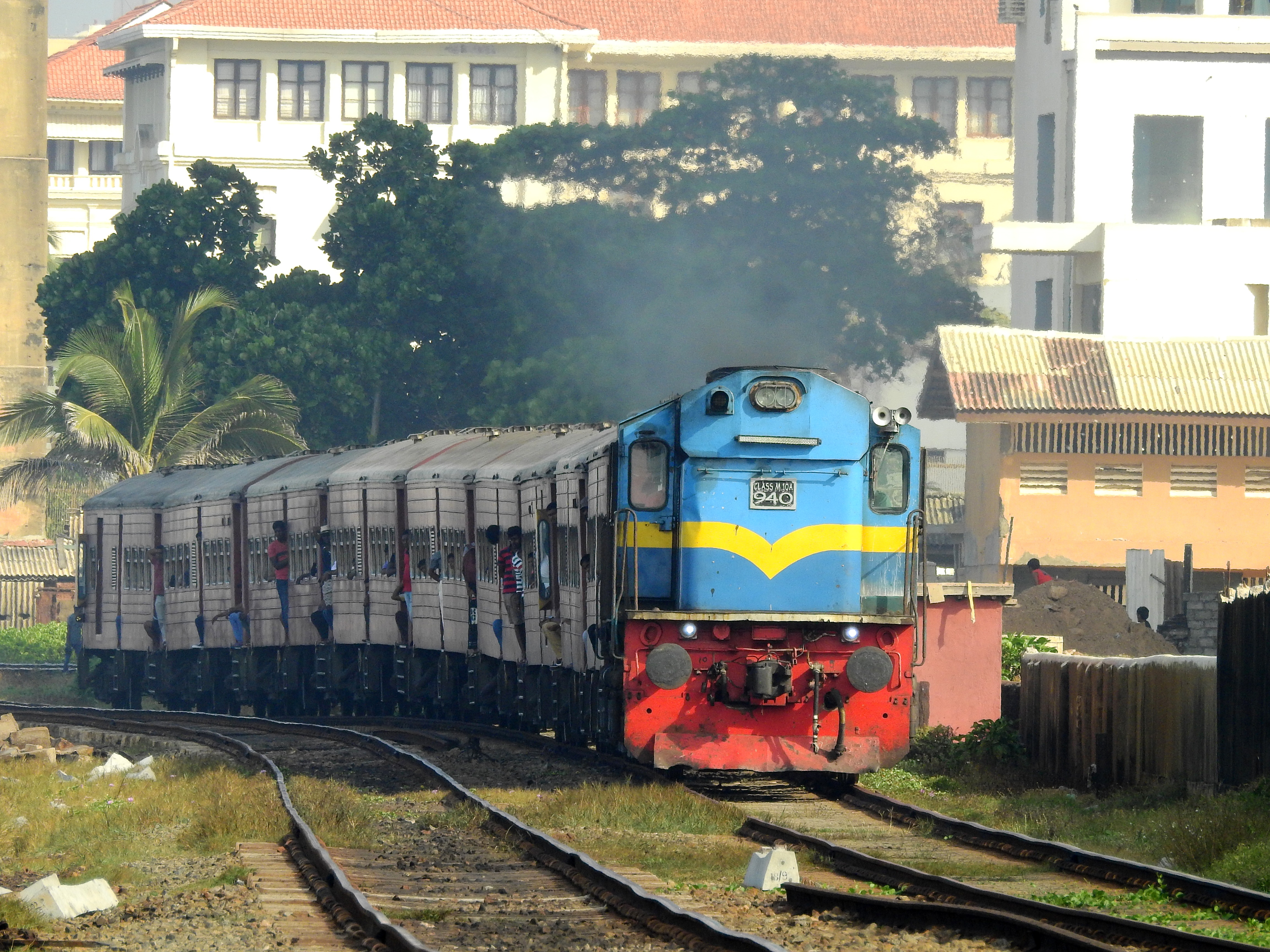
Lankijski pociąg pasażerski

Transport kolejowy na Sri Lance – system transportu kolejowego działający na terenie Sri Lanki.
Na Sri Lance istnieje 1562 km linii kolejowych. Wszystkie są niezelektryfikowane. Linie mają szeroki indyjski rozstaw szyn – 1676 mm. Państwowy przewoźnik to Sri Lanka Railways.

## Historia
Pierwsza linia kolejowa na Cejlonie została otwarta 27 grudnia 1864 roku i połączyła Kolombo z Ambepussą.